# Проповед на свети Йоан Кръстител
„Проповед на свети Йоан Кръстител“ е картина на нидерландския художник Питер Брьогел Стария. Нарисувана е около 1566 година. Намира се в Музея за изящни изкуства в Будапеща.

## Описание и история
Брьогел често е използвал вплитането на библейски теми, като помощно средство в сюжета на картините, с което е искал да покаже селския живот такъв, какъвто го е познавал. Тази картина е характерен пример за това. Вниманието на зрителя първо е привлечено от пъстрото разнообразие на персонажи в предния план, които всъщност са най-отдалечени от центъра на сюжетното действие – проповядващия свети Йоан Кръстител. Впоследствие погледът се насочва към дълбочината на развития пейзаж горе вдясно и накрая зрителя обръща внимание на сливащия се с множеството проповедник. В близост до него в светло сини дрехи е изобразен и Христос.
Картината е създадена, когато иконоборството отново е бушувало в ниските земи и протестантски духовници са обикаляли страната да прокламират за Реформацията, като обикновено проповедите са се извършвали на открити места сред природата. Предполага се, че произведението е вдъхновено точно от такова събитие. Композицията на картината става много популярна за времето си и вероятно поради това са нарисувани множество копия и вариации с помощта на синовете на художника – Питер и Ян. Тези копия са изложени в музеи в Антверпен, Брюж, Брюксел, Бон, Мюнхен, Санкт Петербург и Краков.
Има данни, че произведението е било в колекцията на Изабела-Клара Испанска, губернатор на Испанска Нидерландия до 1633 година.
„Проповед на свети Йоан Кръстител“ постъпва в колекцията на музея през 1951 година от двореца Батани във Виена, който е бил построен за унгарския граф Адам Батани около 1700 година, впоследствие продаден на австрийската благородническа фамилия Шонбрун.